# Commissie-Samson
De commissie-Samson was een in 2010 door de Nederlandse overheid ingestelde commissie die onderzoek deed naar seksueel misbruik van door de overheid uit huis geplaatste kinderen.

## Geschiedenis
Bij ministerieel besluit van 16 augustus 2010 werd de "Commissie onderzoek seksueel misbruik van minderjarigen die onder verantwoordelijkheid van de overheid in instellingen zijn geplaatst" ingesteld. Tot voorzitter van de commissie werd benoemd Rieke Samson-Geerlings en de commissie werd naar haar voorzitter ook genoemd de "commissie-Samson".
In 2010 ontstond veel publiciteit rond seksueel misbruik van kinderen door geestelijken van de rooms-katholieke kerk. Naar aanleiding daarvan besloten de Nederlandse ministers van Justitie en voor Jeugd en Gezin een commissie in te stellen die onderzoek moest doen naar seksueel misbruik van minderjarigen die onder verantwoordelijkheid van de overheid waren geplaatst in instellingen en bij pleeggezinnen. Daarnaast had de commissie tot taak te onderzoeken hoe de overheid had gereageerd op eventuele signalen van kindermisbruik. Ten slotte had de commissie tot taak te onderzoeken hoe tijdens de instelling van die commissie de mechanismen rond signalering van seksueel misbruik functioneerden. De commissie startte haar werkzaamheden op 10 augustus 2010 en werd per 1 januari 2013 opgeheven.

### Eindrapport
Op 8 oktober 2012 bracht de commissie haar eindverslag uit onder de titel Omringd door zorg, toch niet veilig. Seksueel misbruik van door de overheid uit huis geplaatste kinderen, 1945 tot heden. In dat eindrapport deed de commissie verschillende aanbevelingen.

### Leden
- Mevrouw mr. H.W. Samson-Geerlings, voormalig procureur-generaal, voorzitter;
- Mevrouw dr. P.C.M. Bakker, universitair hoofddocent aan de Rijksuniversiteit Groningen;
- Mevrouw prof. dr. mr. C.C.J.H. Bijleveld, hoogleraar criminologie aan de Vrije Universiteit;
- Mevrouw dr. S. Dijkstra, lector hogeschool Avans Breda;
- De heer prof. dr. mr. G.D. Minderman, bijzonder hoogleraar Public Governance en Public Law aan de faculteit der economische wetenschappen en bedrijfskunde aan de Vrije Universiteit.
- De heer prof. dr. J. Hendriks, bijzonder hoogleraar Forensische Psychiatrie en Psychologie aan de Vrije Universiteit en bijzonder hoogleraar Forensisch Orthopedagogische Diagnostiek en Behandeling aan de Universiteit van Amsterdam.